# 波隆盖拉
波隆盖拉（義大利語：Polonghera），是意大利库内奥省的一个市镇。总面积10平方公里，人口1204人，人口密度120.4人/平方公里（2009年）。ISTAT代码为004171。